# Первый гуманистический манифест
Первый гуманистический манифест (англ. A Humanist Manifesto (Humanist Manifesto I)) (1933) — программный документ религиозного гуманизма, главная идея которого состояла в необходимости создания новой нетрадиционной гуманистической религии, ориентирующейся исключительно на мирские ценности.
Основные авторы Манифеста — философ Рой Вуд Селлерс, член Первого гуманистического общества Нью-Йорка, и унитарианский священник Рэймонд Б. Брэгг (Raymond B. Bragg).
Почву для создания этого документа подготовили публикации в журнале «Новый гуманист» (The New Humanist), основанном в 1930 году в Чикаго Гарольдом Бушманом (Harold Bushman) и Эдвином Г. Уилсоном (Edwin H. Wilson).
Сам манифест также был опубликован в одном из номеров журнала «Новый гуманист» за 34 подписями, среди которых были философ Джон Дьюи, атеист Уильям Флойд (William Floyd), историк Гарри Элмер Барнс (Harry Elmer Barnes), а также многие лидеры унитарианских и универсалистских обществ, как, например, Эдвин Г. Уилсон.
В Манифесте подчёркивалось, что развитие человеческого общества, новые научные концепции и достижения требуют пересмотра отношения к религии: «Нынешняя эпоха породила огромные сомнения в традиционных религиях, и не менее очевиден тот факт, что любая религия, претендующая на то, чтобы стать объединяющей и движущей силой современности, должна отвечать именно теперешним нуждам. Создание такой религии — главнейшая необходимость современности».
Гуманизм таким образом определялся как некое религиозное движение, призванное превзойти и заменить прежние религии, базирующиеся на якобы сверхъестественных откровениях. В Манифесте предлагалась новая система веры, основанная на 15 тезисах, которые, будучи в целом светскими, отвергали существующее утилитарное, ориентированное на прибыль общество, обнаружившее свою несостоятельность, и давали общее представление о всемирном эгалитарном обществе, основанном на взаимном добровольном сотрудничестве. В частности:
- утверждалась идея несотворённости Вселенной,
- признавался факт эволюции природного и социального миров,
- признавалась версия о социальных корнях религии и культуры,
- отвергался традиционный дуализм души и тела, взамен которого предлагалась органическая точка зрения на жизнь;
- утверждалось, что новая религия должна формулировать свои надежды и цели в свете научного духа и научной методологии;
- отвергалось традиционное различие между священным и мирским, ибо ничто человеческое религии не чуждо[1].

Как пишет российский исследователь Юрий Чёрный, подписание Гуманистического манифеста «стало началом влиятельного гуманистического движения, как в Соединённых Штатах, так и других странах мира. Это движение именовалось по-разному (религиозный гуманизм, натуралистический гуманизм, научный гуманизм, этический гуманизм и др.), в зависимости от тех акцентов, которые ему придавали последователи».
За первым манифестом позднее последовали ещё два: через 40 лет, в 1973 году, был написан «Второй гуманистический манифест», а ещё через 30 лет, в 2003 г., вышел в свет документ под названием «Гуманизм и его устремления».
Полный оригинальный текст «Первого гуманистического манифеста» можно увидеть на сайте Американской гуманистической ассоциации.
Краткую историю эволюции документов, носящих общее название «Гуманистический манифест», см. здесь.